# ジョン・デロリアン (映画)
『ジョン・デロリアン』（Driven）は、2018年のアメリカ合衆国の伝記コメディ映画。
監督はニック・ハム、出演はリー・ペイスとジェイソン・サダイキスなど。
映画『バック・トゥ・ザ・フューチャー』シリーズに登場するタイムマシンのベースとなり、爆発的に有名になった自動車デロリアンDMC-12の開発の裏側を、開発者のジョン・デロリアンの生涯を中心に描く。
2018年8月から9月にかけて開催された第75回ヴェネツィア国際映画祭で初上映された。

## ストーリー
1977年、パイロットのジム・ホフマンは、麻薬密売の現場をFBIに押さえられるが、罪を問われない代わりにFBIの情報提供者となる。
その後、ジムは南カリフォルニアのとある町に引っ越してきたが、隣の住人がかつてゼネラルモーターズでポンティアック・GTOの開発に携わったジョン・デロリアンだと知って驚く。
ジョンは「革新的な車を開発する」という夢のためにゼネラルモーターズを辞めて自らの会社を立ち上げ、開発に没頭していた。美しい妻子とともに素晴らしい家に住み、夢を追いかけるジョンの完璧な人生に、ジムは憧れを抱く。
だが、ジョンの会社は新車の開発で様々なトラブルが発生しており、資金繰りに窮していた。それを知ったジムは、隣人として友人となったジョンを「麻薬密売の罪」でFBIに売り渡す計画を企てようとする。

## キャスト
- ジョン・デロリアン（英語版）: リー・ペイス - 有名な自動車開発者で起業家。
- ジム・ホフマン: ジェイソン・サダイキス - パイロット。FBIの情報提供者。
- エレン・ホフマン: ジュディ・グリア - ジムの妻。
- ベネディクト・ティサ特別捜査官: コリー・ストール - ジムのハンドラー。
- クリスティナ・フェラーレ（英語版）: イザベル・アライザ - ジョンの妻。
- モーガン・ヘトリック: マイケル・カドリッツ - 麻薬取引の大物。ティサとジムのターゲット。
- ケイティ・コナーズ: エリン・モリアーティ - モーガンの情婦。
- ロイ: イド・ゴールドバーグ（英語版） - ジョンの部下。
- ハワード・ワイツマン（英語版）: ジャスティン・バーサ - ジョンの弁護士。
- ビル: ジェイミー・シェリダン - ジョンの会社の副社長。
- ロバート・タカスギ判事: ユウジ・オクモト - ジョンの裁判を担当。

## 作品の評価
Rotten Tomatoesによれば、批評家の一致した見解は「卓越したキャストの説得力のある演技のおかげで、『ジョン・デロリアン』は観客をフィクションよりも奇妙な喜びの旅へ連れて行ってくれる。」であり、51件の評論のうち高評価は63%にあたる32件で、平均点は10点満点中5.8点となっている。
Metacriticによれば、11件の評論のうち、高評価は3件、賛否混在は8件、低評価はなく、平均点は100点満点中55点となっている。